# Nikki Gemmell
Pour les articles homonymes, voir Gemmell.
Œuvres principales
- La Mariée mise à nu

Nikki Gemmell, née le 17 novembre 1966 à Wollongong en Nouvelle-Galles du Sud, est une auteure australienne. Elle est surtout connue pour avoir écrit anonymement le roman érotique La Mariée mise à nu, devenue un best-seller.

## Œuvres

### Romans
- Traversée, 10/18, 1999 ((en) Shiver, 1997), trad. Michèle Valencia  (ISBN 978-2264029041)
- Noces sauvages, Belfond, 1999 ((en) Cleave, 1998), trad. Dorothée Zumstein  (ISBN 978-2714436375)Réédition, 10/18, 2000 (ISBN 978-2264031938)
- Lovesong, Belfond, 2001 ((en) Lovesong, 2002), trad. Michèle Valencia  (ISBN 978-2714437884)Réédition, 10/18, 2003 (ISBN 978-2264035905)
- La Mariée mise à nu, Au diable vauvert, 2007 ((en) The Bride Stripped Bare, 2003), trad. Alfred Boudry  (ISBN 978-2846261203)Réédition, Le Livre de poche, 2008 (ISBN 978-2253122883)
- (en) The Book of Rapture, 2006
- Avec mon corps, Au diable vauvert, 2015 ((en) With My Body, 2011), trad. Gaëlle Rey  (ISBN 978-2846269339)Réédition, Le Livre de poche, 2016 (ISBN 978-2253087052)
- (en) I Take You, 2013
- (en) The Ripping Tree, 2021

### Essais
- Plaisir : un florilège du cœur, Au diable vauvert, 2011 ((en) Pleasure: An Almanach for the hearth, 2006), trad. Gaëlle Rey  (ISBN 978-2846262972)
- (en) Why You Are Australian - A Letter to My Children, 2009
- (en) Honestly - Notes on Life, 2012
- (en) Personally - Further Notes on Life, 2013
- Après, Au diable vauvert, 2019 ((en) After, 2017), trad. Gaëlle Rey  (ISBN 979-1030702422)